# 세비야 FC 페메니노
세비야 FC 페메니노(스페인어: Sevilla Fútbol Club Femenino)는 스페인의 여자 축구 클럽이다. 2007년에 세비야 FC 산하 여성팀으로 설립되었으며, 현재 스페인의 여자 축구 1부 리그인 리가 F에 참가하고 있다.

## 역사
세비야 FC는 2004년에 세비야를 연고로 하던 여자 축구 클럽인 CD 이스팔리스(CD Híspalis)와의 합작을 통해 스페인의 여자 축구 1부 리그였던 수페르리가 페메니나에 참가했다. 하지만 2008년에 CD 이스팔리스가 스페인의 여자 축구 2부 리그인 세군다 디비시온 페메니나로 강등되면서 세비야 FC는 CD 이스팔리스와의 합작을 파기하고 독자적인 여자 축구 클럽을 설립하기로 결정한다.
세비야 FC 페메니노는 2009년에 리가스 레히오날레스 안달루시아 시즌에서 1위를 차지한 이후에 수페르리가 페메니나로 승격되었다. 2011년에는 수페르리가 페메니나 시즌에서 18위를 기록하면서 세군다 디비시온 페메니나로 강등되었지만 2012년에 세군다 디비시온 페메니나 시즌에서 1위를 기록하면서 프리메라 디비시온 페메니나로 승격되었다. 2015년에는 프리메라 디비시온 페메니나 시즌에서 16위를 기록하면서 다시 2부 리그로 강등되었다가 2017년에 세군다 디비시온 페메니나 시즌에서 1위를 기록하면서 프리메라 디비시온 페메니나로 승격되었다.